# 俄亥俄鎮區 (愛荷華州麥迪遜縣)
俄亥俄鎮區（英語：Ohio Township）是位於美國愛荷華州麥迪遜縣的一個行政鎮區。

## 地方資料
根據2010年美國人口普查的數據，俄亥俄鎮區的面積為88.62平方千米，當中陸地面積為88.62平方千米，而水域面積為0.00平方千米。當地共有人口962人，而人口密度為每平方千米10.86人。